# ハチャトゥル・アボヴャン
ハチャトゥル・アボヴャン (Խաչատուր Աբովյան、1809年10月15日 - 1848年4月14日)は、アルメニアの著作家、教育者、研究者、登山家、ガイド。

## 生涯
ハチャトゥル・アボヴャンは1809年10月15日にガージャール朝のエリバンハン国の寒村カナケルで誕生した。没落したアルメニア貴族の家柄であったとされる。父のたっての願いにより子供のころからアルメニアの歴史的な聖堂が多くあったエチミアジンで聖職者に成るべく神学を学んだ。しかし、数年で放棄して大都会のトビリシに移った。トビリシにあるネルシシアン学校でアルメニア学や言語などを学んだ。同校卒業後に学識を深めるためイタリアのヴェネツィアに移るがほどなくアルメニアに帰国した。
帰国後、サナインで人々に学を教えたり、現地の聖職者に使えた。エチミアジンでアボヴャンはアレクサンドル・グリボエードフと出会い意気投合した。やがて生涯の師匠になるドイツの学者でドルパート大学（タルトゥ大学）の物理学教授（のち学長）だったフリードリヒ・パルロットに会った。当時、フリードリヒ・パルロットはロシア帝国政府の依頼でコーカサス地方を研究のため調査探検していた。そのため地元の地理に明るい人物を必要としていた。地元の聖職者はアボヴャンを推薦した。やがてアボヴャンはパルロットのアララト山の登頂に随行し、パルロットと共にアララト山の頂上に登頂を果たした。記録が残ってる中では初の頂上到達とされる。その後、さらに近辺の山脈を探検した。
アボヴャンはパルロットに勧められて奨学金を得てドルパート大学に入学した。在学中に自然科学、哲学、文学、言語、ドイツ語、フランス語、ラテン語を修め、ニコライ・カラムジンの息子とともに学んだ。6年あまり在学した後、アルメニアに帰郷した。
帰郷後、アボヴャンは啓蒙思想を広める活動を始めてアルメニアの教会から批判的なまなざしを向けられた。1839年にドイツ人女性エミリーアと婚約した。アルメニアではモーリッツ・ワグナー、アン・リスター、アン・ウォーカーといったように海外から訪れた多くの登山家や探検家、学者からアルメニアの山脈や湖の探検ガイドを申し込まれ人気を博す。また学校教育にも関わった。
このころからアボヴャンは著述を始めてアルメニアの週刊紙「カヴィカズ」に文を数回寄稿した。1838年に教育関係の著作「教育入門」や翌年にはロシア語の文法書「アルメニア人のための新理論的・実践的ロシア語文法」を刊行した。それからアボヴャンはフリードリヒ・フォン・シラー、ホメロス、イヴァン・クルィロフ、ヨハン・ヴォルフガング・フォン・ゲーテ、ニコライ・カラムジンの著作をアルメニア語に訳した。アボヴャンはアルメニアの農民のフォークロアや民話を調査した。それからクルドについても研究した。おそらくアボヴャンは1848年頃に亡くなったと考えられている。生前に発表されたアボヴャンの著作は「教育入門」 (1838)および「アルメニア人のための新理論的・実践的ロシア語文法」 (1839)といった2冊のノンフィクションのみであり、ほとんどは1848年以降に発表された遺稿作とされる。最も著名なのはアボヴャンが1841年に書いたとされるフィクション「アルメニアの傷」であり、のちの1858年に初版が発表された。著作は主人公のアガッシがガージャール朝を打倒するため民衆を率いて武装蜂起する筋書きである。それはロマンティシズムを基幹に据えながらも、写実的な要素も含まれている。

## 著作
- 教育入門 (1838)
- アルメニア人のための新理論的・実践的ロシア語文法 (1839)
- アルメニアの傷 (1858)